# Gemeinsame Normdatei
Gemeinsame Normdatei (kratica GND) je mednarodna normativna datoteka osebnih in korporativnih imen ter predmetnih oznak, ki jo upravlja Nemška nacionalna knjižnica (DNB) v sodelovanju z raznimi regionalnimi knjižničnimi omrežji v nemško govorečih deželah (Nemčija, Avstrija, Švica) in drugimi ustanovami. Služi poenotenju katalogiziranja v knjižnicah, pa tudi muzejih in arhivih. V veljavo je stopila leta 2012.
Njena specifikacija določa hierarhijo visokonivojskih entitet in njihovih podrazredov, ki so uporabni v knjižnični klasifikaciji, ter pristop za nedvoumno razpoznavanje elementov. Vsebuje tudi ontologijo za predstavljanje znanja v semantičnih mrežah, ki je dostopna v formatu RDF.
V zbirki je integrirana vsebina štirih normativnih datotek, ki so bile z uvedbo GND leta 2012 ukinjene:
- Personennamendatei; PND (normativna datoteka osebnih imen)
- Gemeinsame Körperschaftsdatei; GKD (normativna datoteka korporativnih imen)
- Schlagwortnormdatei; SWD (normativna datoteka predmetnih oznak)
- Einheitssachtitel-Datei des Deutschen Musikarchivs; DMA-EST (zbirka naslovov nemškega glasbenega arhiva)

Datoteka je leta 2014 vsebovala približno 7 milijonov vnosov za osebna imena, 1,6 milijona vnosov za organizacije in milijon predmetnih oznak ter krajevnih imen. Povezana je z normativnimi zbirkami v drugih jezikih, SWD denimo s predmetnimi oznakami v francoski normativni datoteki RAMEAU in z datoteko Library of Congress Subject Headings ameriške Kongresne knjižnice.

## Hierarhija
Na najvišji ravni je sedem razredov entitet:
| Typ | Nemško (uradno)               | Prevod                    |
| --- | ----------------------------- | ------------------------- |
| p   | Person (individualisiert)     | oseba (individualizirano) |
| n   | Name (nicht individualisiert) | ime (neindividualizirano) |
| k   | Körperschaft                  | korporacija               |
| v   | Veranstaltung                 | dogodek                   |
| w   | Werk                          | delo                      |
| s   | Sachbegriff                   | predmetna oznaka          |
| g   | Geografikum                   | krajevno ime              |